# Konopnica (województwo lubelskie)
Konopnica – wieś w Polsce położona w województwie lubelskim, w powiecie lubelskim, w gminie Konopnica.
| SIMC    | Nazwa          | Rodzaj    |
| ------- | -------------- | --------- |
| 1065148 | Pietrzakowizna | część wsi |

Historycznie położona jest w Małopolsce (początkowo w ziemi sandomierskiej, a następnie w ziemi lubelskiej).
Konopnica ma dogodne położenie w sąsiedztwie Lublina, przy drodze krajowej nr 19.
Wieś graniczy od wschodu z miastem Lublin, od południa z Maryninem, od zachodu z Kozubszczyzną, od północy z Uniszowicami i Lipniakiem. 1 stycznia 1989 dużą część wsi (297,69 ha) włączono do Lublina.
Wieś stanowi sołectwo gminiy Konopnica. Według Narodowego Spisu Powszechnego z roku 2011 wieś liczyła 1297 mieszkańców.
We wsi działa jednostka Ochotniczej Straży Pożarnej. Znajduje się hotel i restauracja Zajazd Gościnny oraz Restauracja „Valentino”.
Wieś jest siedzibą rzymskokatolickiej parafii Wniebowzięcia Najświętszej Maryi Panny i św. Katarzyny Aleksandryjskiej.

## Podłoże geologiczne
Konopnica leży w makroregionie Wyżyna Lubelska, w obrębie Płaskowyżu Nałęczowskiego. Posiada silnie zróżnicowaną rzeźbę. Jej powierzchnia jest zbudowana z grubej pokrywy lessowej. Płaskowyż rozcięty jest gęstą siecią wąwozów oraz dolin.

## Przyroda

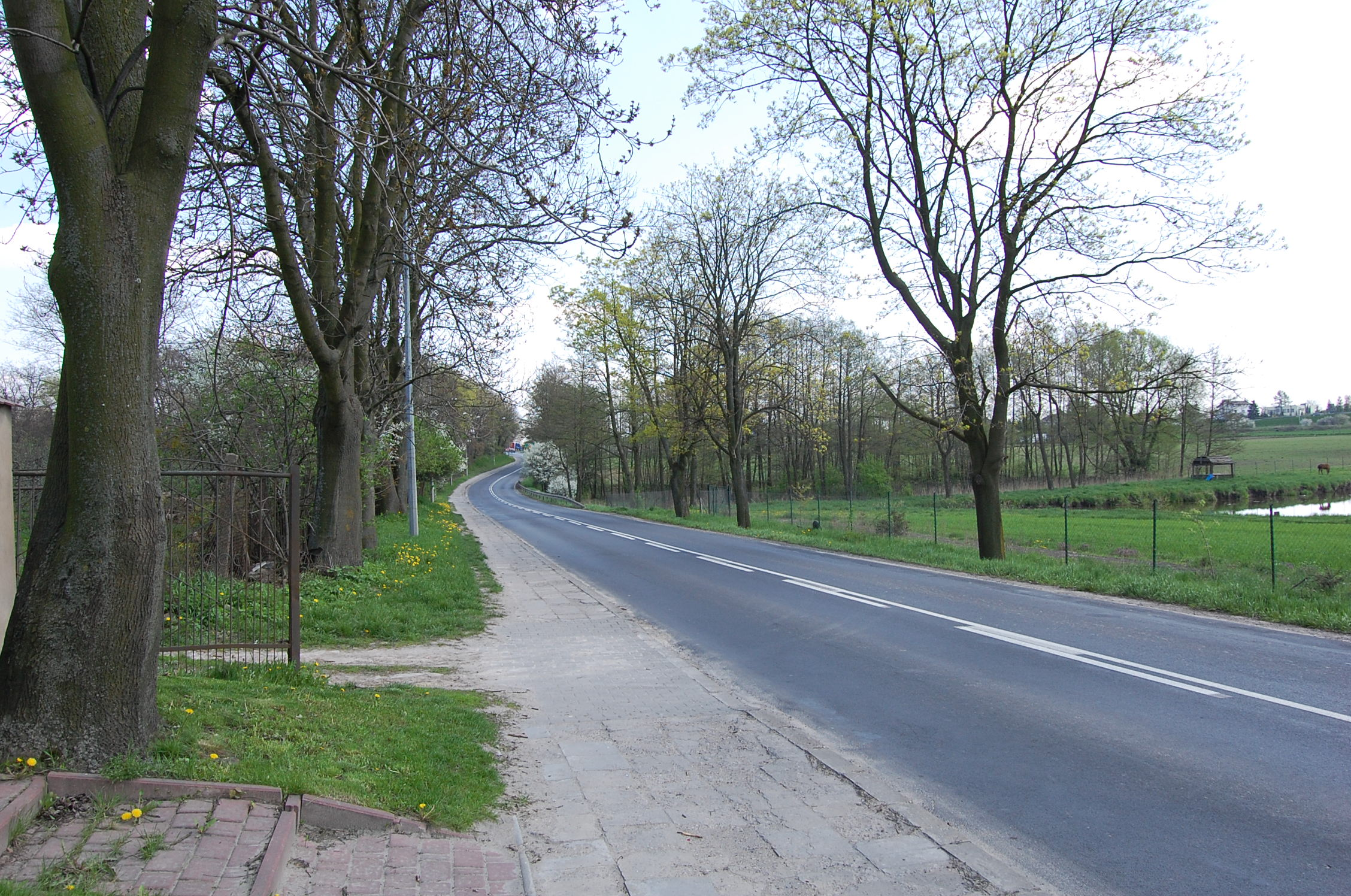
Droga nr 747. W tle pozostałości parku dworskiego

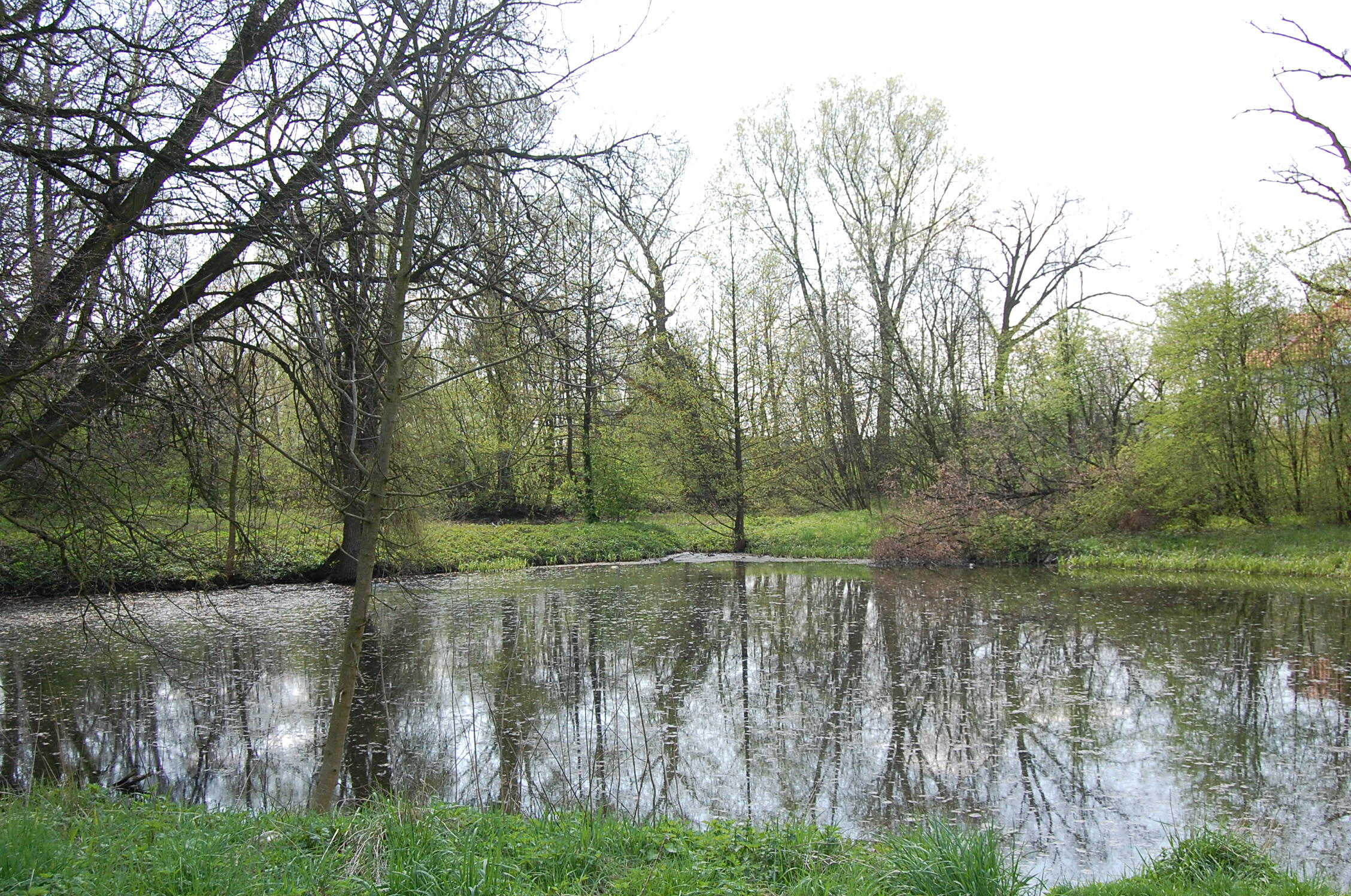
Staw w Konopnicy, rozlewisko u początku rzeczki Konopniczanki

### Drzewostan
W Konopnicy znajdują się pozostałości dawnego parku dworskiego oraz pałacowego rodziny Wołłodków. Niewielkie pozostałości XIX-wiecznego ogrodu dworskiego znajdują się bardziej na południe od kościoła, w pobliżu torów kolejowych. Zachowały się tu jeszcze ślady dawnych fos fortyfikacyjnych. Drzewa jakie się zachowały to: kasztanowiec zwyczajny, topola biała, klon zwyczajny, buk zwyczajny (2,3 m obw.) oraz klon polny (1,5 m obw.)

### Sieć wodna
Na terenie Konopnicy sieć wodna jest słabo rozwinięta. Przepływające rzeki i strumyki są niewielkie, widoczny jest w nich stopniowy zanik wody. Doliny potoku spod Konopnicy są głęboko wcięte w podłoże lessowe z licznymi suchymi dolinkami i wąwozami. Od nazwy wsi pochodzi nazwa rzeki Konopniczanka.

### Gleby
Występują tu gleby lessowe. Powierzchnię zajmują użytki rolne. Przeważają gleby bardzo dobre i dobre, sprzyjające rozwojowi rolnictwa.

### Krajobraz
Konopnica leży w strefie podmiejskiej Lublina, jest związana z tym miastem komunikacyjnie i przestrzennie. Krajobraz typowo rolniczy jest wypierany przez krajobraz jednorodzinnych osiedli o charakterze willowym. Wieś wkomponowana jest w krajobraz zboczy wysokich brzegów dolin rzecznych.
Zróżnicowane przyrodniczo i krajobrazowo kompleksy leśne Lasu Konopnickiego mają charakter lasów mieszanych. Na terenie Konopnicy istnieje kilka prywatnych stawów rybnych.

## Historia

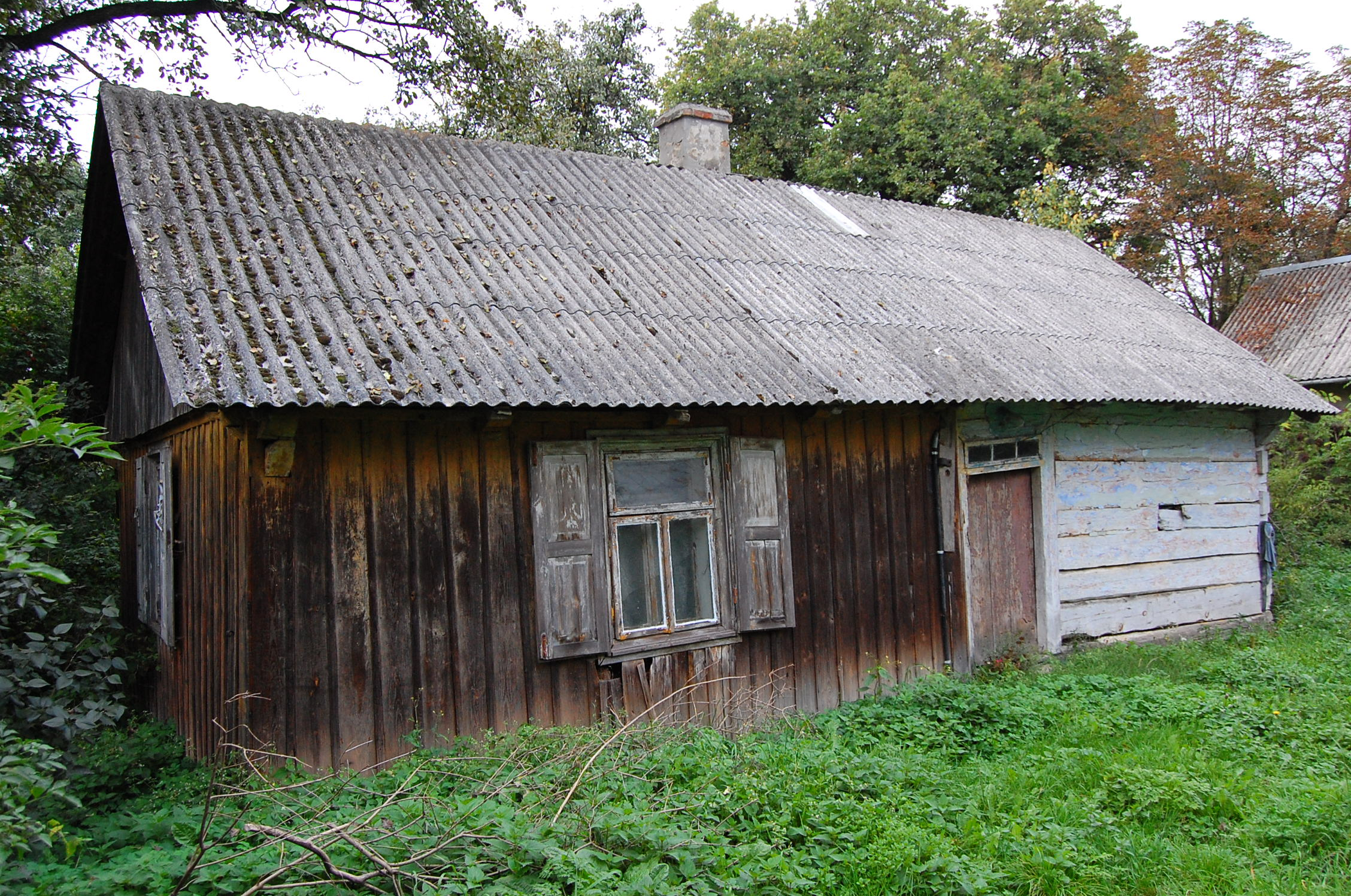
Jedna z najstarszych zachowanych zagród wiejskich w Konopnicy. Fotografia z 2013 r.

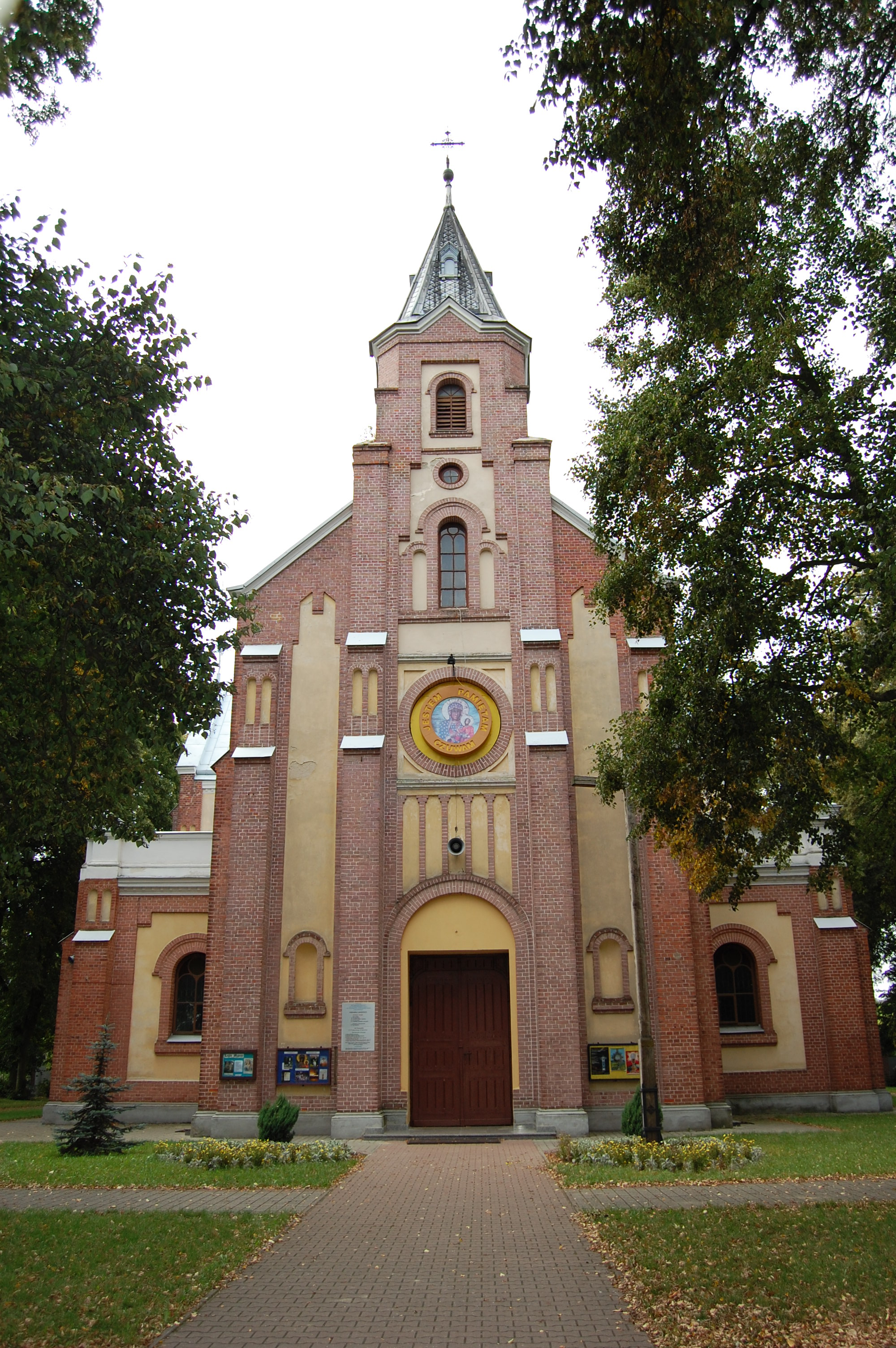
Kościół pw. Wniebowzięcia NMP

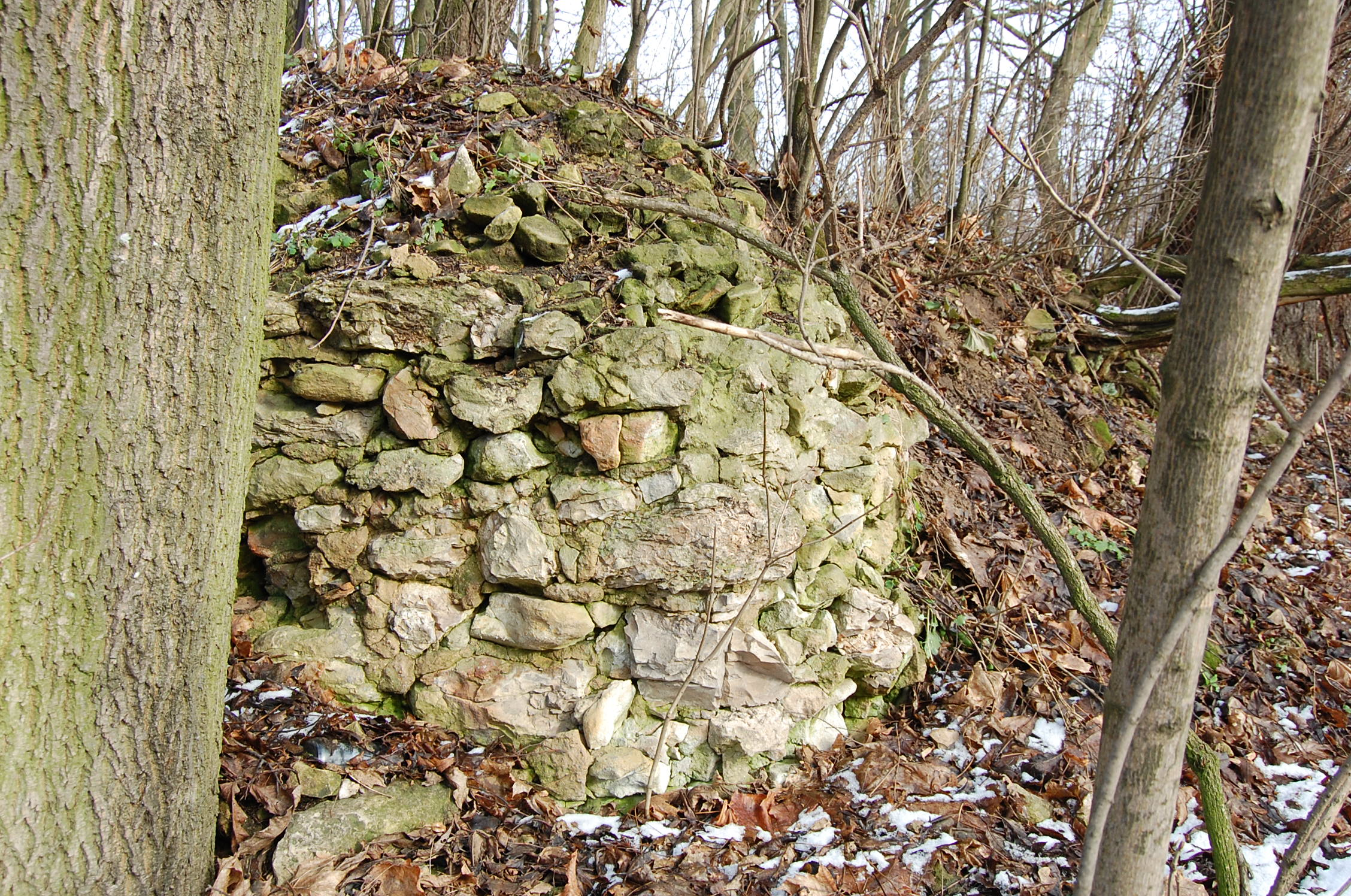
Zachowane fundamenty muru wokół starego cmentarza kościelnego

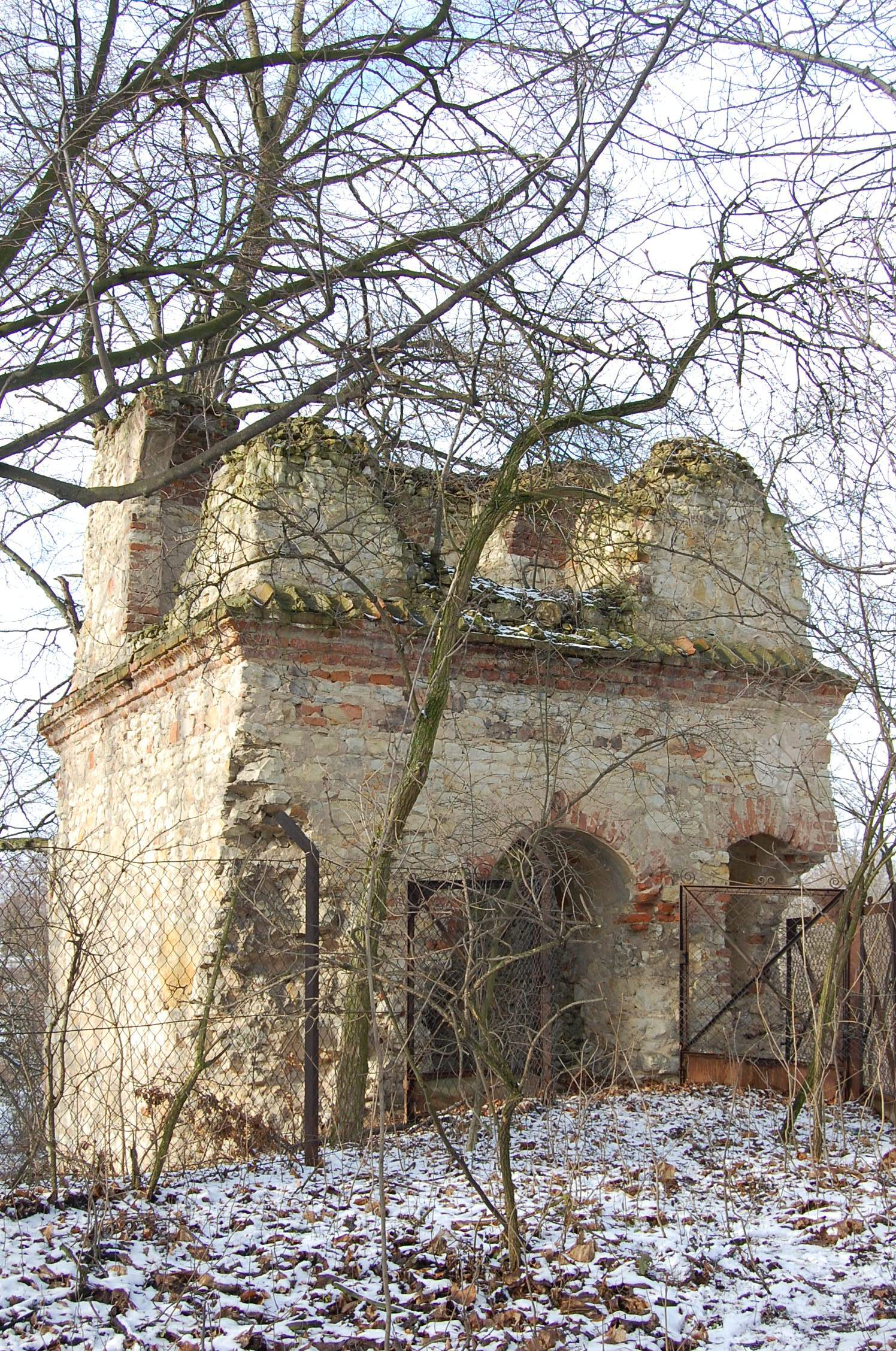
Ruiny dzwonnicy wybudowanej między 1781 a 1800 rokiem

Konopnica jako wieś ma już za sobą ponad 660 lat istnienia.
Nazwa Konopnica pochodzi od rosnących i prawdopodobnie uprawianych przed wiekami, na tych terenach, konopi.

### Średniowiecze i I Rzeczpospolita
Jeszcze w pierwszej połowie XIV wieku wiodącą rolę w stosunku do okolicznych miejscowości pełnił Motycz, leżący przy głównym szlaku handlowym na Ruś Kijowską. Od połowy XIV wieku rośnie znaczenie Konopnicy. Dokładna data lokacji wsi na prawie niemieckim nie jest znana. Warto zaznaczyć, że już w XIV wieku pochodzące z Konopnicy osoby organizowały osady według tego wzorca na obszarze sąsiedniej ziemi chełmskiej, np. położone w okolicach Turobina Żabno osadził w 1383 r. pochodzący z Konopnicy Jakusz Paluchowicz
Pierwsza znana wzmianka o tej miejscowości pochodzi z 1342 r., wówczas na mocy dokumentu królewskiego, wystawionego przez Kazimierza Wielkiego w Krakowie dnia 25 stycznia, Konopnica, jako wieś królewska została przekazana wójtostwu lubelskiemu. R. Szczygieł w monografii Lublina wydanej w 2008 r. przedstawił hipotezę, że być może wieś powstała na gruntach należących do miasta po jego lokacji w 1317 r. Już wtedy jej wójt posługiwał się pieczęcią z „pół-kozłem”, do której nawiązuje dzisiejszy herb. W połowie lat siedemdziesiątych XIV wieku doszło do sporu między ówczesnym starostą lubelskim Piotrem ze Szczekocin a wójtem. Wynikiem tego konfliktu była między innymi utrata przez wójta wsi Konopnicy, która przeszła w posiadanie starostów i od których później nabędzie ją rada miejska. Z nieznanych bliżej powodów Konopnica znalazła się w rękach starosty lubelskiego, Włodka z Charbinowic, i została przez jego syna, Piotra, sprzedana za 600 grzywien mieszczanom lubelskim ze wszystkimi należytościami i patronatem kościoła. Miało to miejsce w roku 1400.
Kazimierz IV Jagiellończyk w 1453 wyraził zgodę na sprzedaż Konopnicy przez Jana Pieczenia, wójta lubelskiego na rzecz szpitala Świętego Ducha.
Znana jest także pierwsza wzmianka o kościele z 1400 z kronik Jana Długosza mówiąca o kościele w „Conopniczy”. Późniejsze dokumenty, z 1428 świadczą o istnieniu drewnianej świątyni pw. św. Katarzyny. Szkoła parafialna notowana jest od 1453. Wówczas już od pewnego czasu Konopnica stanowiła centrum życia gospodarczego i religijnego na tym terenie, będąc dużą i ludną wsią, skoro według danych Jana Długosza (z lat 1470–1480) liczyła 50 łanów kmiecych, w następnym stuleciu zaś (w latach 1531–1533) 35 łanów. W realiach XVI wieku oddalona była od murów dawnego miasta o około 10 kilometrów.
Po wykupieniu wójtostwa dziedzicznego w Lublinie w 1504 r. rajcy stali się jedynymi zarządcami majątku i dochodów prepozytury i szpitala Świętego Ducha, zaczęli grunta tego sołectwa wydzierżawiać, głównie osobom z własnego grona, płacąc szpitalowi tylko niewielki czynsz. W ten sposób lubelska rada miejsca wzmocniła swój wpływ, egzekwując w imieniu miasta nie tylko uprawnienia właścicielskie, ale też dowolnie kształtując skład osobowy ławy konopnickiej.
W roku 1535 król Zygmunt Stary potwierdził przywilej Władysława Jagiełły z roku 1400, na mocy którego Konopnica została inkorporowana i przeniesiona na prawo magdeburskie (wraz z Bronowicami). W Konopnicy działał sąd wójtowski z sołtysem na czele. Wieś podlegała obowiązkowi udziału w wyprawach wojennych. Chłopów ze wsi zobowiązano do świadczeń na rzecz dzierżawcy, którym zawsze był jeden z rajców lubelskich, i do pewnych świadczeń na rzecz miasta (podwody). Z tego względu doszło w XVI i XVII wieku do buntów przeciwko rajcom.
Wojny i najazdy drugiej połowy XVII wieku i pierwszej XVIII przynoszą spustoszenie. Po wojnach kozackich i szwedzkich miasto sprzedało Konopnicę Janowi z Targowiska Gałęzowskiemu, staroście wąwolnickiemu.
W 1676 Jan Gałęzowski, sędzia grodzki lubelski płacił tutaj od 4 osób z rodziny, 10 dworskich i 131 poddanych.

### Zabory
W wyniku III rozbioru Polski, do którego doszło w 1795 roku, Konopnica znalazła się na obszarze zaboru austriackiego. W 1809 wieś została włączona do Księstwa Warszawskiego. W 1815 znalazła się w Królestwie Kongresowym w zaborze rosyjskim. W 1827 roku w Konopnicy zanotowano 53 domostwa i 330 mieszkańców. Istniejący obecnie kościół pw. Wniebowzięcia NMP powstał na początku XX wieku. Budynek ten wymurowano w 1905 roku z inicjatywy ks. Jana Kureczki, ówczesnego proboszcza. Konsekracji dokonał w uroczystość św. Jana Chrzciciela 24 czerwca 1906 roku bp Franciszek Jaczewski. Około 1906 roku wybudowano także użytkowaną do dziś plebanię, zaś ok. 1910 – murowaną stajnię z oborą i spichlerzem.
Starsza jest stojąca w ogrodzie za plebanią dzwonnica z roku 1781. Zachowały się także wcześniejsze fragmenty murowanych fundamentów kościoła datowane na połowę XVII wieku. W Konopnicy zachowała się lipa na posesji p. Staszczaka, pod którą odpoczywał Napoleon Bonaparte prowadząc przez Lubelszczyznę swoje wojska.

### II wojna światowa

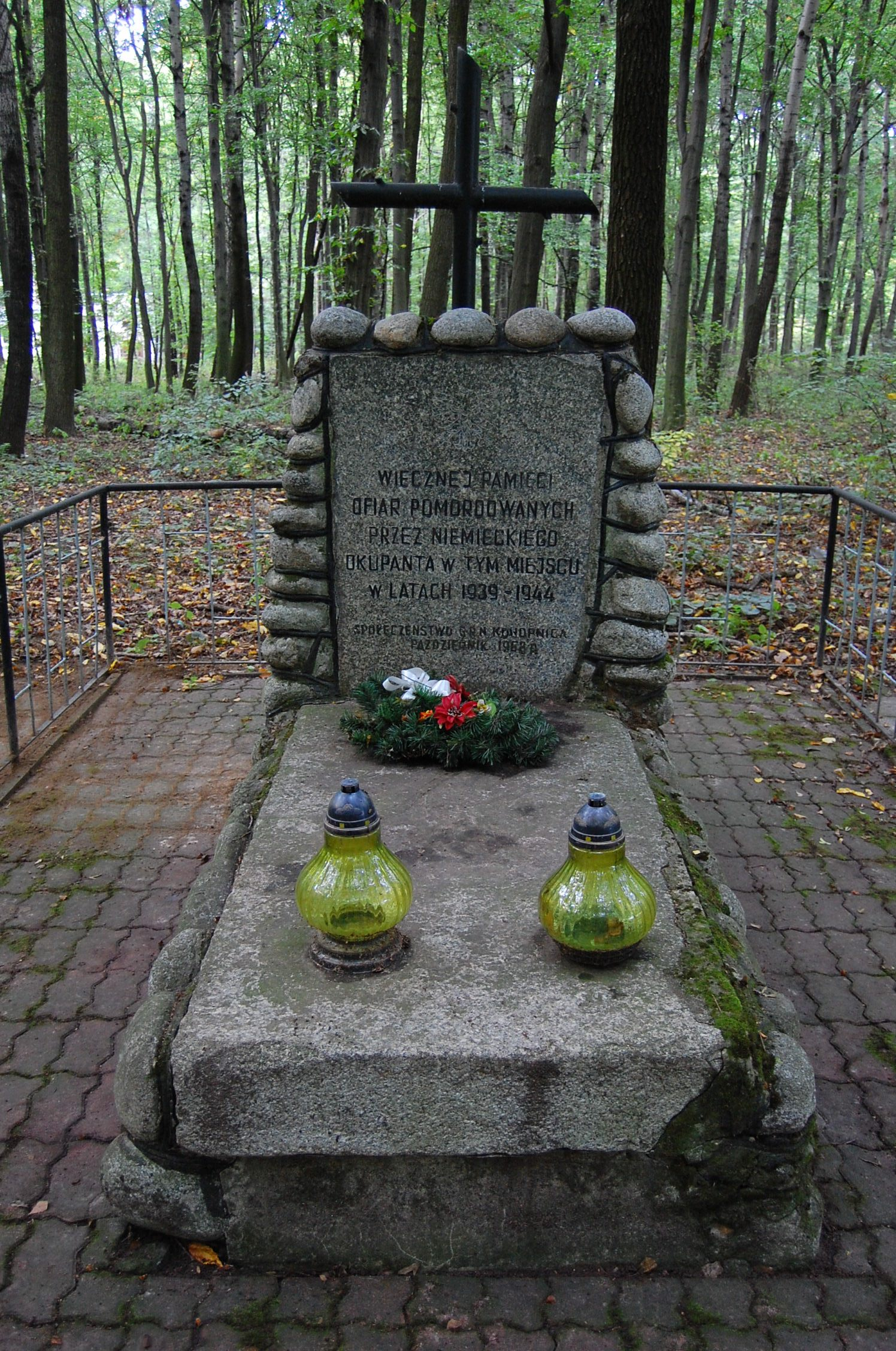
Pomnik ku pamięci ofiar zbrodni nazistowskich w Konopnicy w latach 1939–1944. Fotografia z 2013 r.

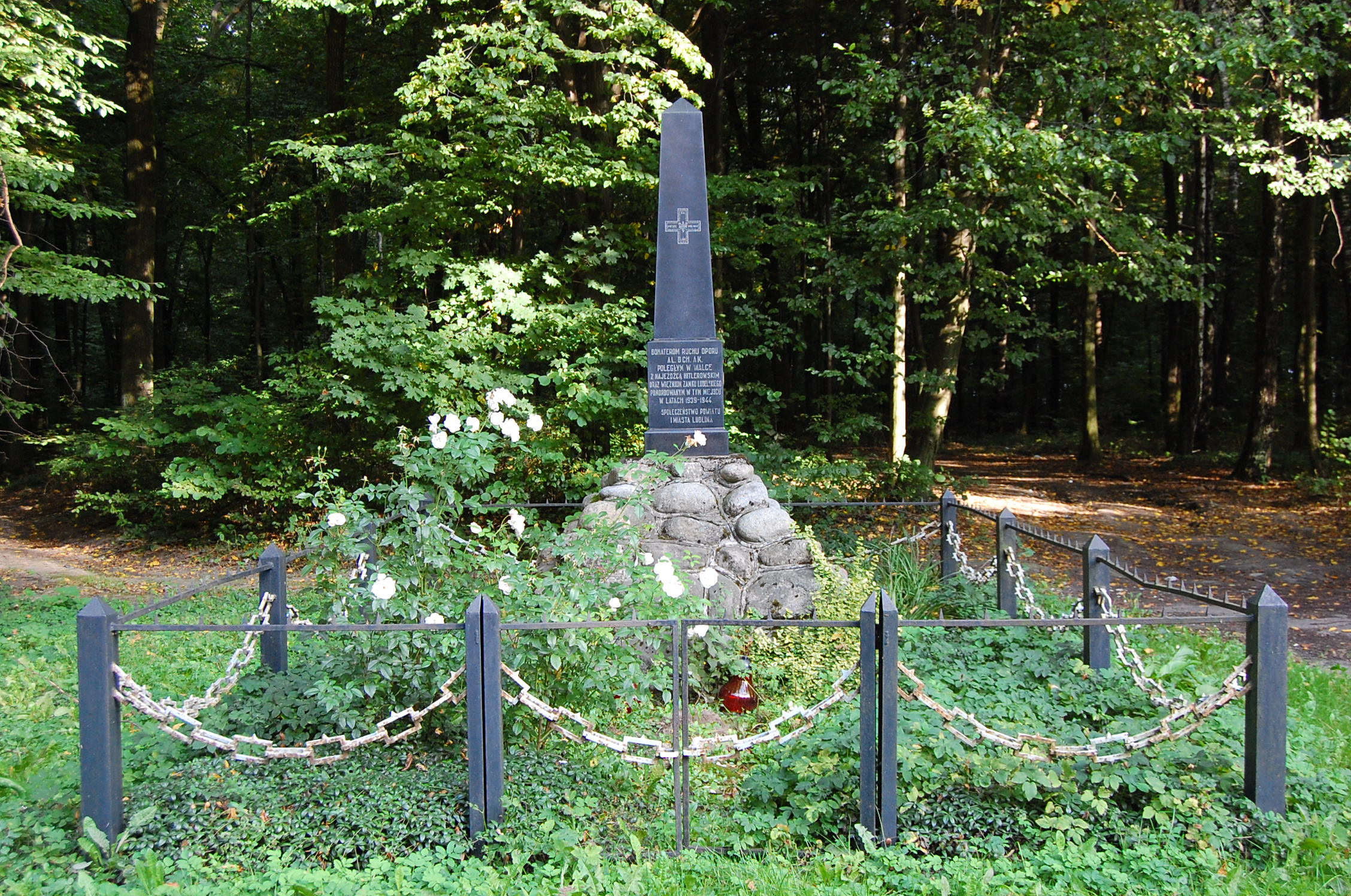
Obelisk ku czci bohaterów ruchu oporu przy drodze krajowej nr 19. Fotografia z 2013 r.

W pierwszych dniach września 1939 Konopnica, podobnie jak pobliski Motycz, była miejscem formowania bojowego 8 Pułku Piechoty Legionów. Wobec szybkiego rozwoju sytuacji na froncie, mobilizacja musiała przebiegać w trudnych warunkach i pod nieustannym zagrożeniem ze strony niemieckich bombardowań.
We wrześniu 1939 roku, oddział Wojska Polskiego stoczył bitwę z Niemcami, broniąc dostępu do Lublina. Zwycięska potyczka miała miejsce 16 września. Oddziały 14 dywizji 10 armii Wojska Niemieckiego pod dowództwem gen. Reichenau zbliżały się do Lublina od strony Konopnicy. Wysłany z Lublina oddział zwiadowczy pod dowództwem mjr. Dudzińskiego zaskoczył rozpoznawczy oddział niemieckich cyklistów, zmuszając ich do odwrotu i biorąc trzech jeńców. W starciu brali udział synowie dowódcy.
Od września 1939 do lipca 1944 wieś znalazła się pod okupacją niemiecką jako część Generalnego Gubernatorstwa.
W latach II wojny światowej w konopnickim lesie miały miejsce mordy dokonywane przez Niemców. W dniach 16 czerwca 1941 r. i 8 maja 1942 r. hitlerowcy rozstrzelali kilka osób.
21 czerwca 1941 roku przybyła do Konopnicy zmotoryzowana kolumna niemiecka oddziałów SS, a następnie zakwaterowała się na plebanii, w ogrodzie probostwa oraz na cmentarzu kościelnym i w kościele. Esesmani zajęli plebanię, usunęli z niej służbę i rozpoczęli poszukiwania ks. Nikodema Domańskiego, tropionego już od 1939 roku zastępcę proboszcza. Hitlerowcy zabronili ludności wstępu do kościoła i rozpoczęli świadomą i zorganizowaną profanację świątyni: ubierali się w szaty liturgiczne, wykonując wyuzdane ruchy i tańce powtarzali łacińskie słowa pieśni religijnych, w jednej z naw urządzili sobie z siana miejsce do spania, w środkowej nawie myli się, ubierali i czyścili buty, natomiast na chórze w organach urządzili sobie klozet. Zbezcześcili tabernakulum wyrzucając z niego puszki z komunikantami, które następnie łamali, rozrzucili, deptali, podpalali papierosami. Monstrancja została obdarta z ozdobnych kamieni i srebra. Zniszczono również portatyle z relikwiami świętych, splugawiono statuę Matki Bożej znajdującą się w wielkim ołtarzu. Poza tym uszkodzono krzyże, skradziono wiele przedmiotów, zdewastowano plebanię i mieszkanie księdza, rekwirując wiele rzeczy oraz niszcząc wiele cennych dzieł z biblioteki ks. proboszcza Edwarda Niecki. W przeddzień wyjazdu z Konopnicy SS-mani pobili jeszcze w kościele miejscowego organistę Ludwika Ginalskiego, oraz kościelnego Romana Nieckę za to, że chcieli pierwsi obejrzeć i ocenić dokonane przez nich dewastacje i zniszczenia.
Niemcy dopuszczali się wobec miejscowej ludności gwałtów, pobić i maltretowań. Przy tym dokonywano także rabunku mienia.
W nocy 11 listopada 1942 dwa samochody ciężarowe przewiozły z Zamku Lubelskiego 60 więźniów, którym kazano wykopać duży dół. Następnie wszystkich rozstrzelano i zakopano w wykopanym wcześniej rowie. W tym samym lesie 18 maja 1943 r. zginęło jeszcze kilka innych osób. W miejscu masowych zbrodni w konopnickim lesie umieszczono nagrobek i kamień z piaskowca. Na płycie znajduje się napis: „Wieczna pamięć ofiar pomordowanych przez niemieckiego okupanta w tym miejscu w latach 1939–1944 – Społeczeństwo gromady konopnickiej”. W nocy z 22 na 23 lipca 1944 roku Lublin i jego okolice zostały opanowane przez żołnierzy Armii Czerwonej.

### Okres powojenny
Przy drodze Lublin-Kraśnik został wzniesiony w 1959 roku obelisk ku czci bohaterom ruchu oporu AL, BCh i AK, poległym w walce oraz więźniom Zamku Lubelskiego. W latach 60. XX wieku rozebrano szpitalik znajdujący się obok kościoła.
W 1970 roku pożar zniszczył rzeźby i obrazy w konopnickim kościele. Rok później Michał Pudełko i Eugeniusz Ścibor, profesorowie Liceum Plastycznego w Nałęczowie, dokonali ich rekonstrukcji. W nocy z 5 na 6 sierpnia 1984 ktoś włamał się do kościoła. Skradziono wtedy wiele cennych i zabytkowych przedmiotów, m.in. kielich srebrny pozłacany, patenę i wota ołtarzowe w liczbie około 20 sztuk. Ucierpiał również budynek poprzez dokonanie zniszczeń.

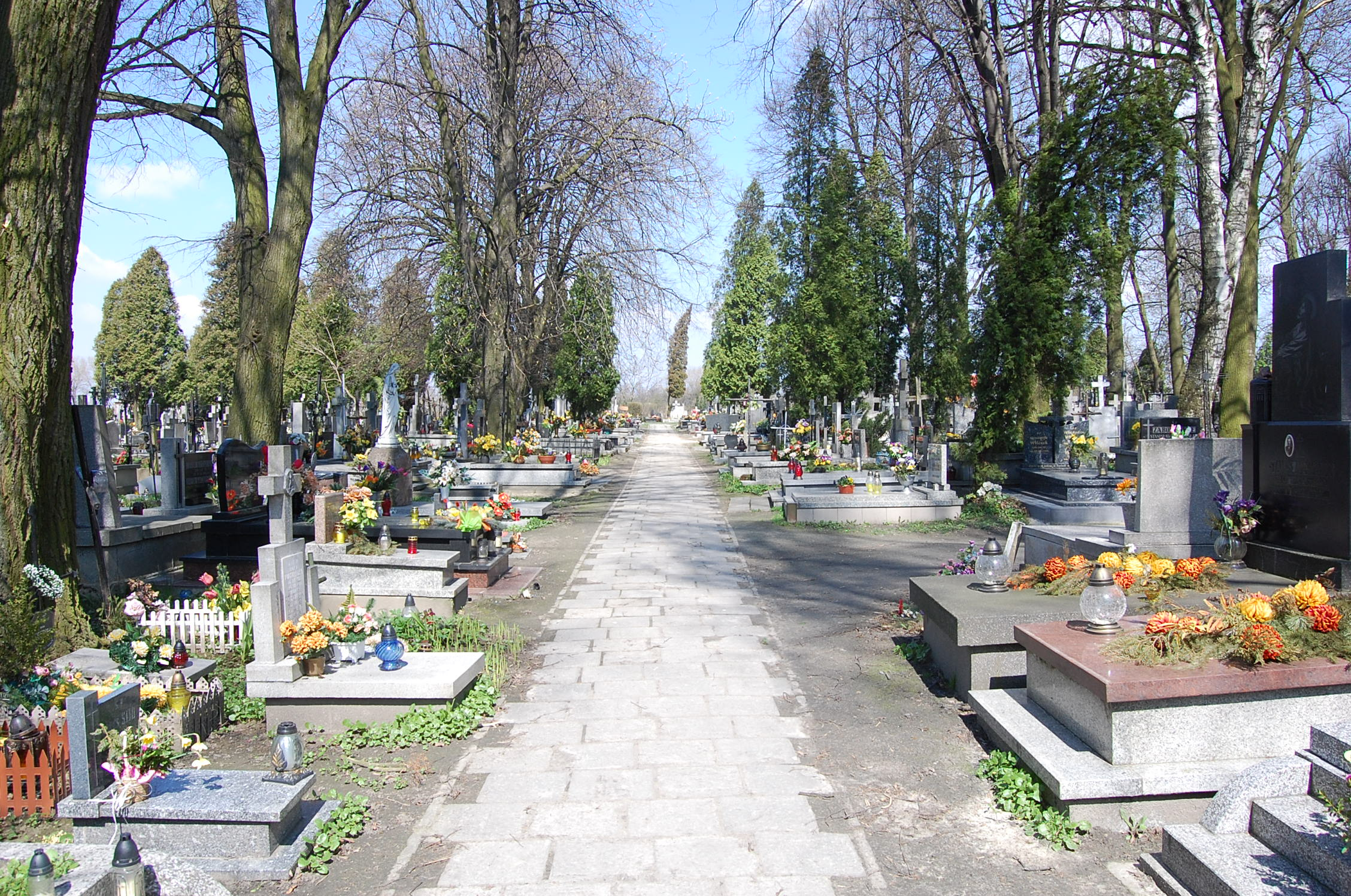
Cmentarz w Konopnicy

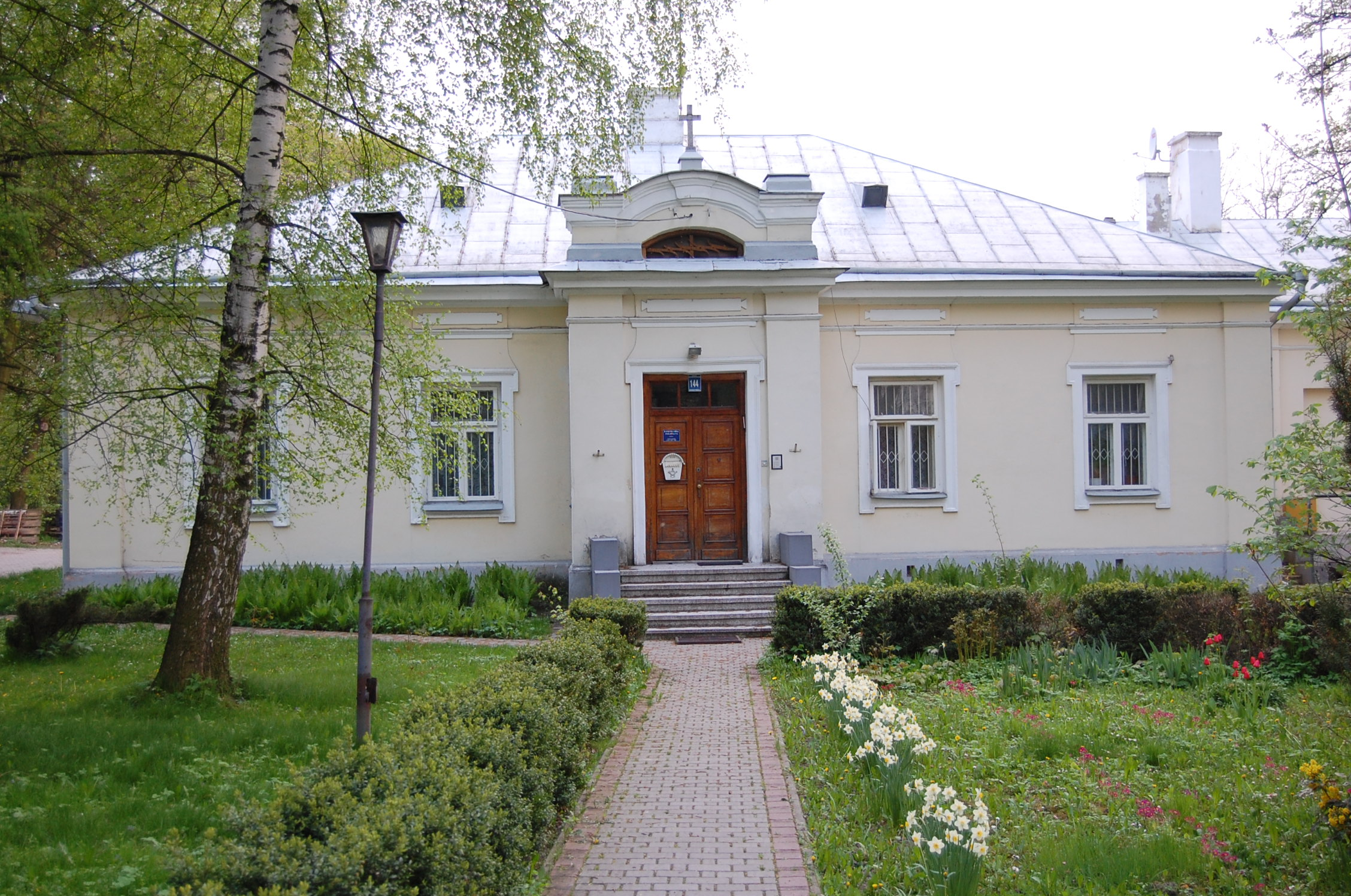
Budynek plebanii

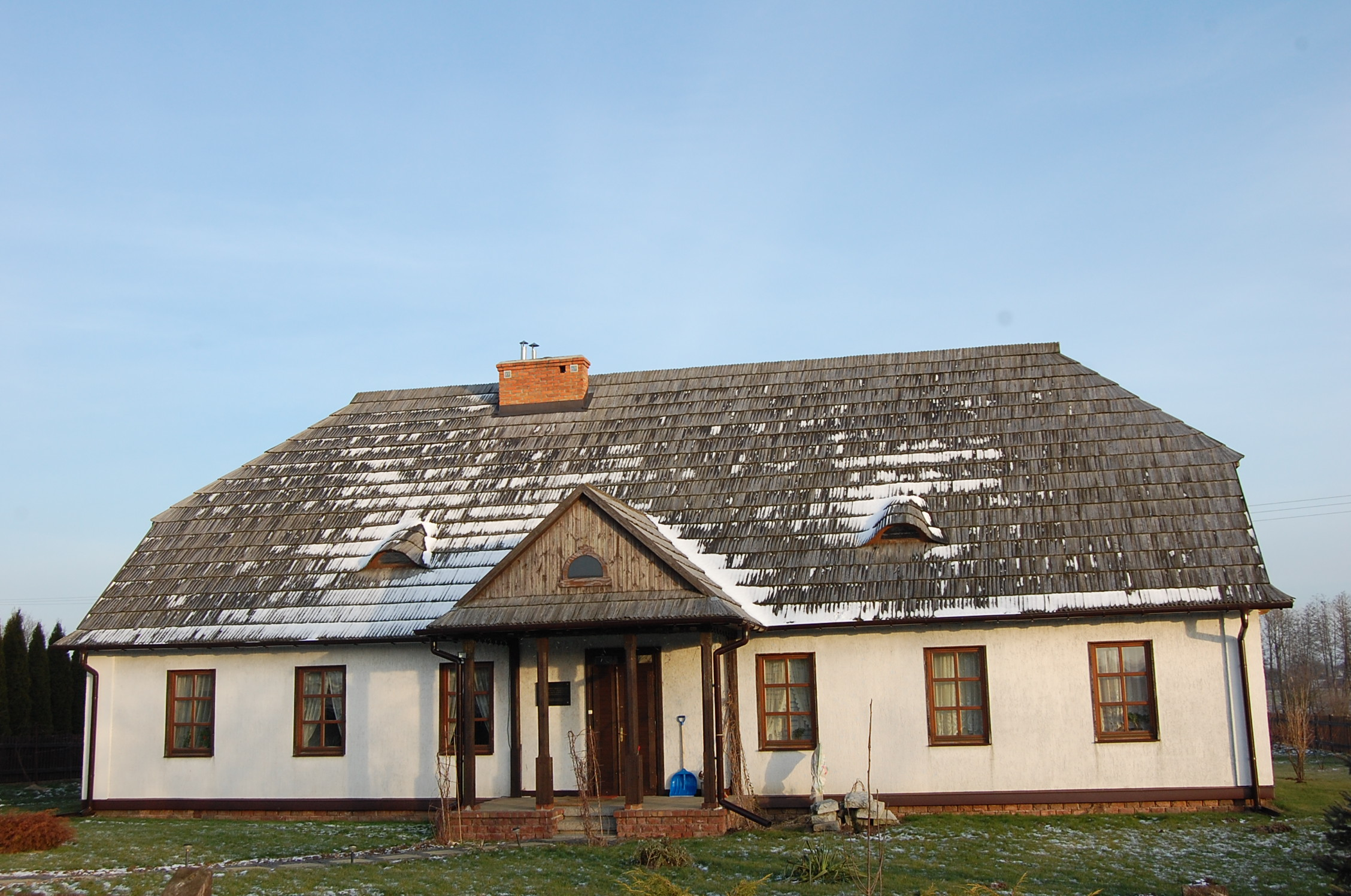
Budynek magistratu, położony w bliskiej okolicy nieistniejącego dziś dworu

W latach 1954–1972 wieś należała i była siedzibą władz gromady Konopnica. W latach 1975–1998 miejscowość administracyjnie należała do ówczesnego województwa lubelskiego. Od lat 90. XX wieku na terenie Konopnicy i innych okolicznych miejscowości stopniowo wzrasta zabudowa o charakterze jednorodzinnym. Obszar graniczący od zachodu w miastem Lublin, w tym Konopnica staje się dzielnicą willową. Swoje domy chętnie budują tu ludzie z lubelskiego świata polityki, biznesu i show-biznesu. Wpływa na to relatywnie bliskie sąsiedztwo centrum miasta oraz dobre warunki do wypoczynku, cisza i niezanieczyszczone środowisko naturalne.
W 1989 część wsi zaanektowano do Lublina.
W nocy z 11 na 12 maja 2002 roku miało miejsce kolejne włamanie do kościoła. Skradziono cztery posrebrzane świeczniki ołtarzowe z początku XX wieku. Ich wartość nie była jednak tak duża jak szkody wyrządzone przy włamaniu: zniszczono witraż świętego Stanisława Biskupa, jeden z czterech umieszczonych w 1957 roku przez ówczesnego proboszcza ks. Stanisława Mulawę.
W 2006 roku obchodzono 100. rocznicę konsekracji kościoła parafialnego w Konopnicy.

## Zabytki i ważniejsze obiekty

### Zachowane
- cmentarz rzymskokatolicki w Konopnicy z przełomu XIX/XX w. (obecnie w obszarze granic miasta Lublin, administrowany przez Parafię w Konopnicy)
- eklektyczny kościół pw. NMP i św. Katarzyny Aleksandryjskiej z lat 1904–1905, wzniesiony według projektu lubelskiego architekta Władysława Sienickiego[20]
- stary cmentarz z reliktami kościoła z połowy XVII wieku[20]
- ruiny dzwonnicy wybudowanej między 1781 a 1800 rokiem[20]
- budynek plebanii, wymurowany ok. 1906
- drewniana zagroda kowalska (kuźnia – 1939, dom kowala – 1930)
- drewniane domostwa (w liczbie 4; najstarszy z 1885)

- budynek magistratu miasta Lubartowa zbudowany w 1876 roku, translokowany do Konopnicy w 1997 roku.

### Zniszczone
- dworek Wołłodków, był położony na wzgórzu, na południe od kościoła, w pobliżu torów kolejowych. W części gdzie istniał zachowały się jeszcze stare drzewa przy stawie. W XIX wieku obok istniał także park pałacowy. Tereny dawnego ośrodka dworskiego zajmują obecnie prywatne gospodarstwa rolne.

- karczma, znajdowała się naprzeciwko kościoła po drugiej stronie drogi do Kraśnika. Została rozebrana na początku 2 poł. XX wieku. Jak podają kroniki, w karczmie zatrzymywał się niegdyś na popas lub nocleg pocztylion, jadący z Piask przez Lublin do Janowa.

- szpitalik, podobnie jak szkoła parafialna, znajdowała się obok kościoła. W szpitaliku (domu opieki) znajdowało się stale 4-6 osób. Szpitalik rozebrano w latach 60. XX wieku.

- szkoła parafialna, około 1885 roku jedynym nauczycielem był ksiądz, który uczył pisać, czytać, rachować i prac ręcznych.

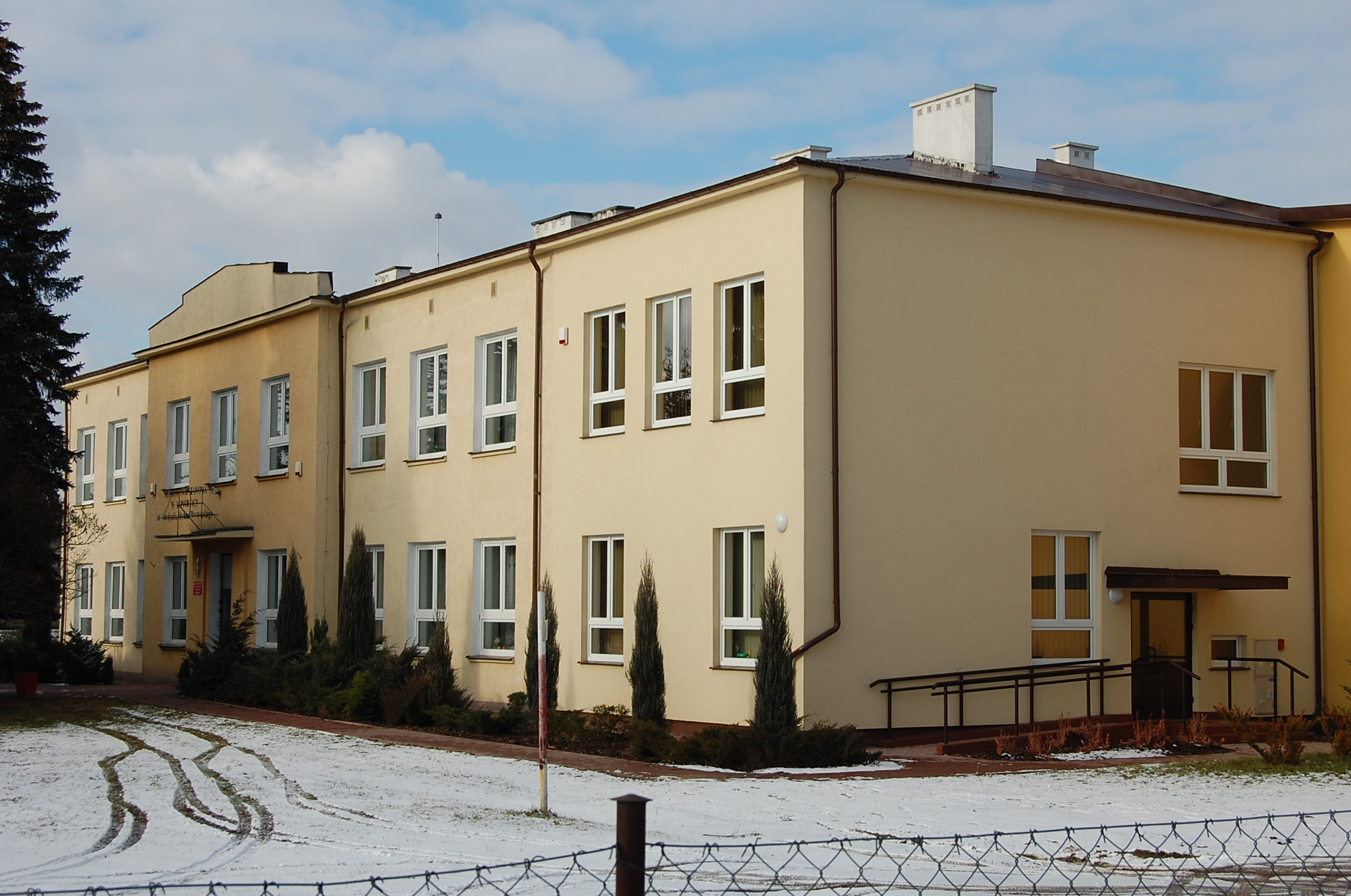
Budynek Szkoły Podstawowej w Konopnicy

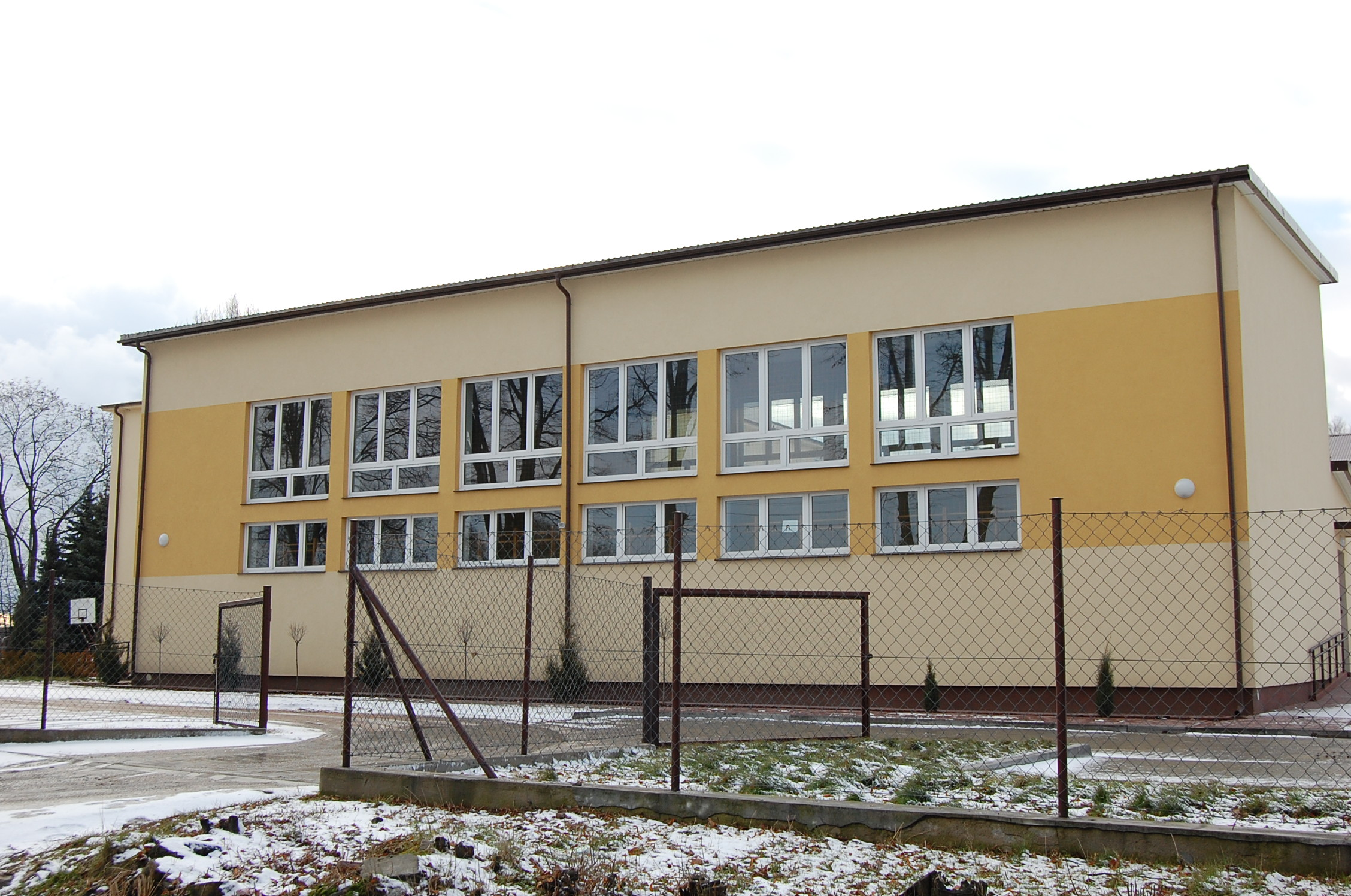
Sala gimnastyczna przy Szkole w Konopnicy

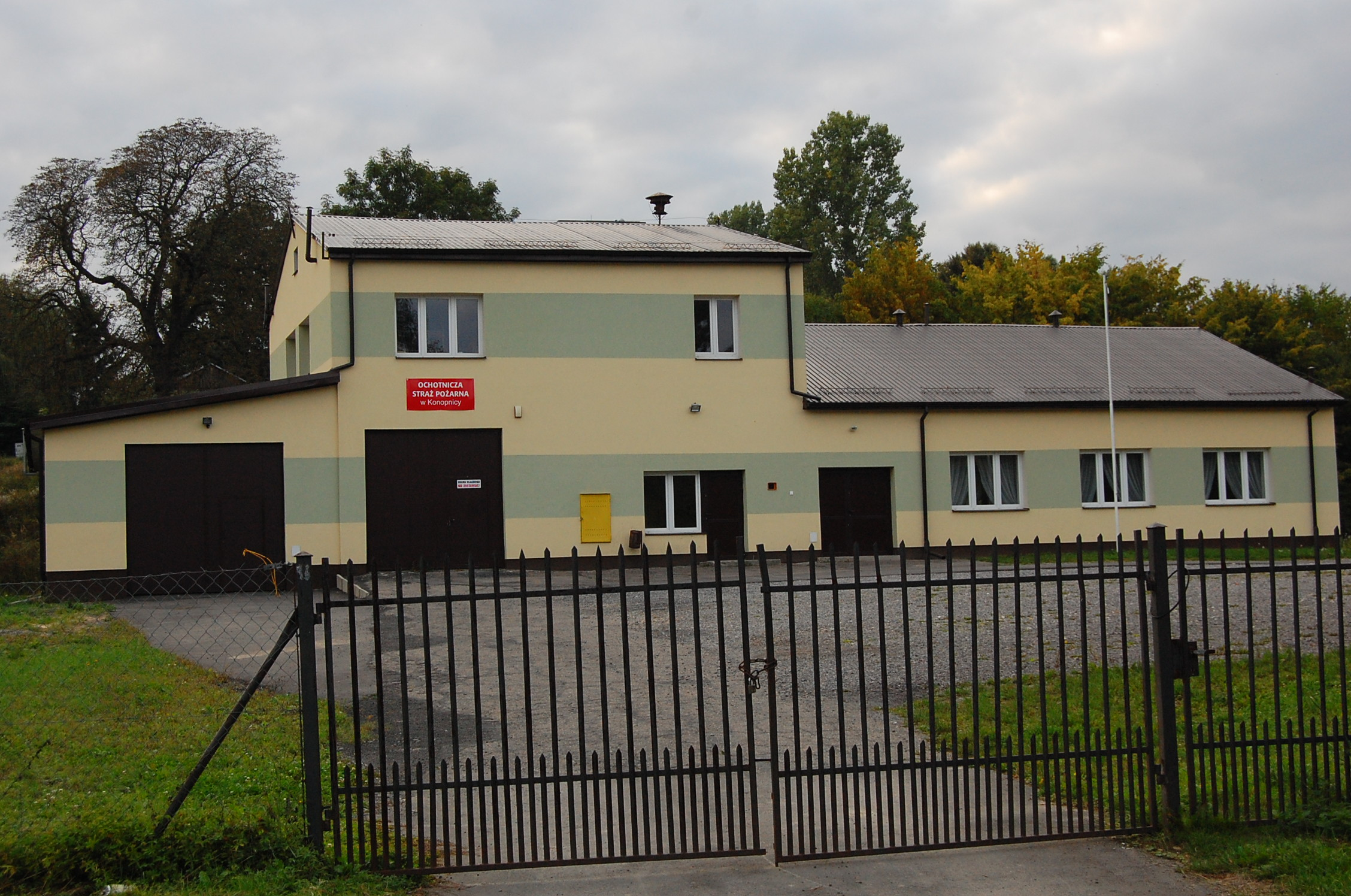
Remiza Ochotniczej Straży Pożarnej w Konopnicy

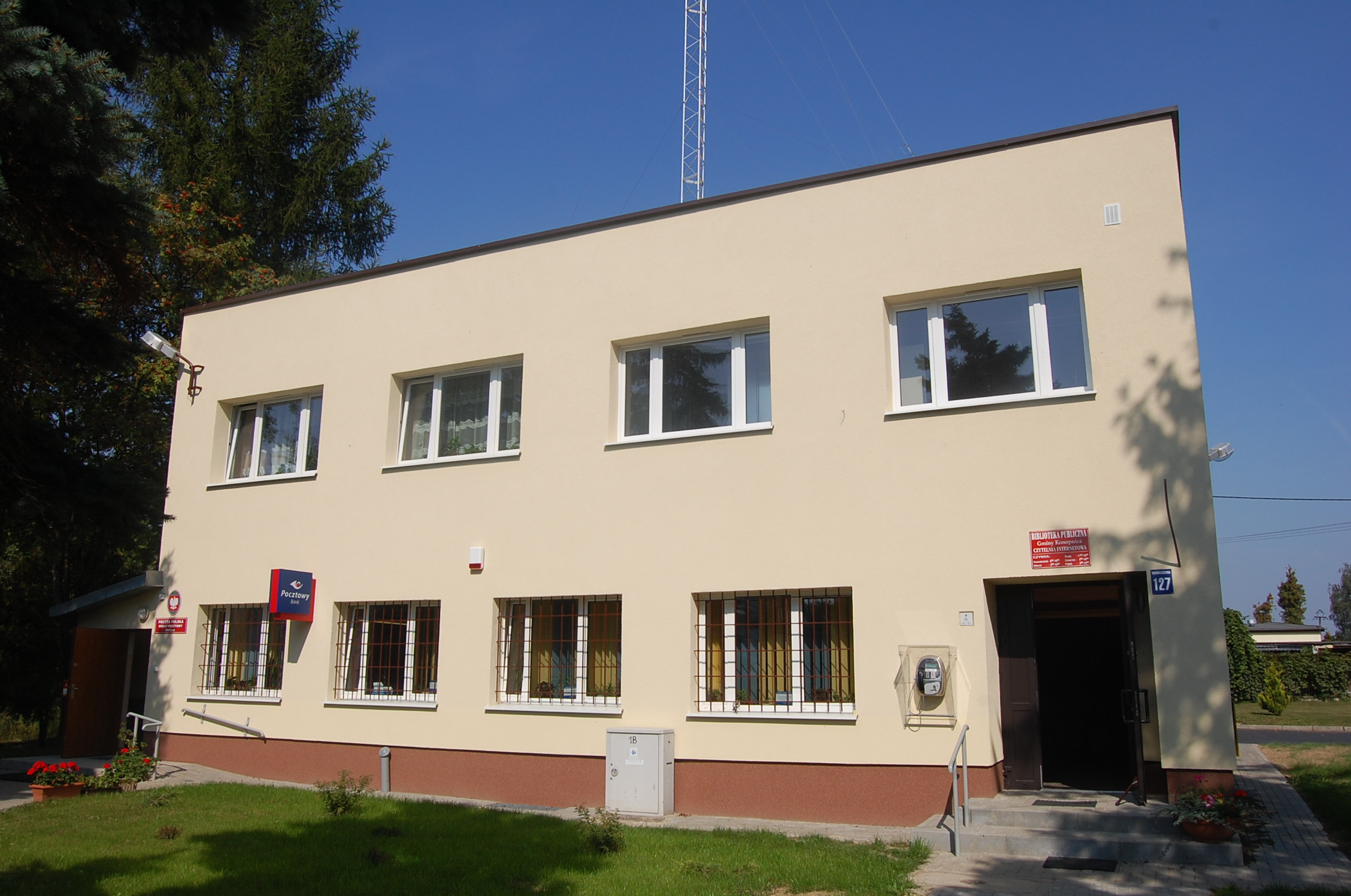
Budynek Poczty oraz Gminnej Biblioteki Publicznej

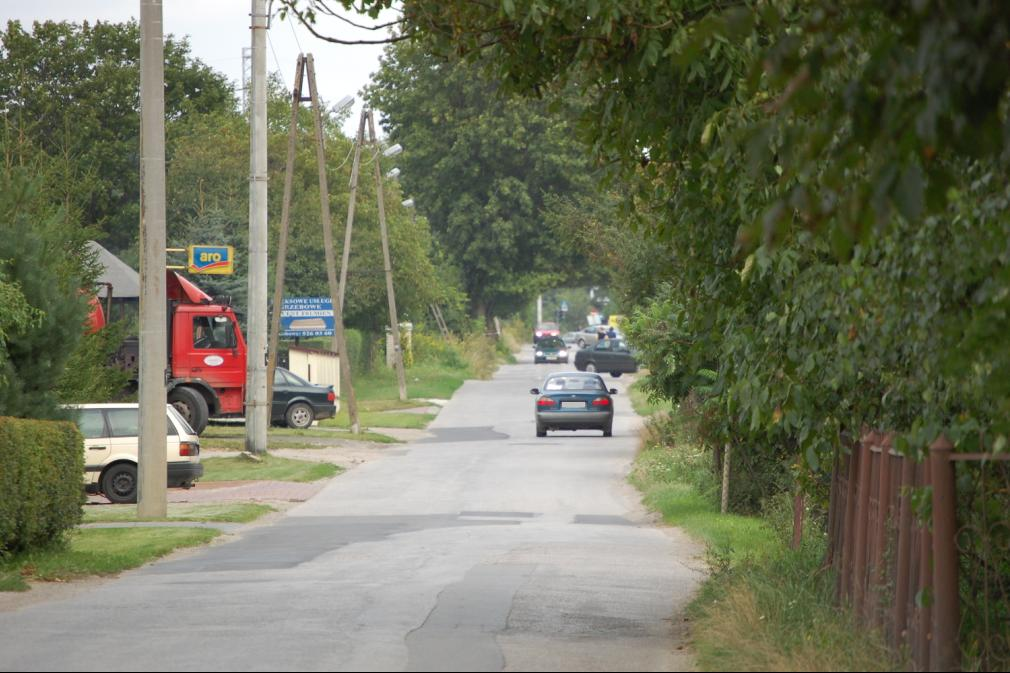
Ulica Raszyńska, granica Konopnicy i Lublina

## Oświata i kultura
Obecnie w Konopnicy znajduje się Szkoła Podstawowa im. Kardynała Stefana Wyszyńskiego oraz Gminna Biblioteka Publiczna. Prowadzona jest także Świetlica Środowiskowo-Terapeutyczna.
Pierwsze wzmianki dotyczące istnienia szkoły w Konopnicy sięgają 1817 roku. Była to szkoła przy kościele, do której uczęszczało wówczas 8 uczniów. Szkoła upadła z powodu braku funduszy, podobnie jak miejscowy szpital. W 1890 roku Janina Swinarska, córka właściciela Konopnicy, Antoniego Swinarskiego, założyła szkółkę, w której sama uczyła. Kronika parafialna z 1921 roku świadczy o istnieniu 4-klasowej szkoły ludowo-publicznej z własną biblioteką. Przy Kościele w Konopnicy istniała też biblioteka parafialna, nauczycielska i Stowarzyszenia Młodzieży. W roku 1914 nastąpiło formalne otwarcie szkoły, którą ówczesny prezes Rady Szkolnej Powiatowej ks. Jan Kureczko wspierał w podnoszeniu poziomu nauczania i wychowania. W 1933 r. rozpoczęto budowę szkoły murowanej, gdzie w latach 1941–1942 funkcjonowało tajne gimnazjum. W dniu 6 grudnia 2001 roku uchwałą Rady Gminy w Konopnicy szkoła otrzymała imię Kardynała Stefana Wyszyńskiego, natomiast uroczystość nadania imienia odbyła się 16 listopada 2002 roku.
Gminna Biblioteka Publiczna
Do czasów II wojny światowej na plebanii istniała biblioteka, licząca ok. 551 tomów. Została jednak zniszczona przez Niemców w czerwcu 1941 roku.
Gminna Biblioteka Publiczna powstała w 1949 roku, mieszcząc się początkowo w prywatnych domach. Pracownicy i lokalizacja zmieniała się. Od 1989 roku znajduje się w budynku obok Urzędu Gminy w Kozubszczyznie. Jest to dobra lokalizacja z uwagi na komfort dojazdu z różnych części wsi i dostęp do woluminów. Dla zasobnego i gromadzonego systematycznie księgozbioru brakuje już obecnie miejsca. Księgozbiór liczy łącznie 40 tys. 725 woluminów. W Bibliotece znajduje się czytelnia internetowa z bezpłatnym dostępem do Internetu. Biblioteka organizowała spotkania z pisarzami: Wandą Chotomską, Ewą Nowacką, Beatą Ostrowicką, Wiolettą Piasecką, Ewą Nowak i Zbigniewem Dmitrocą, które cieszyły się ogromnym zainteresowaniem dzieci i młodzieży.

## Sport
Na terenie Konopnicy funkcjonuje Ludowy Klub Sportowy „Sokół” Konopnica, który powstał w 1988 roku. W jego skład wchodzi 28 seniorów i 18 juniorów. Prezesem klubu jest Adam Brodziak a wiceprezesami Stanisław Prystupa i Sławomir Sarna. Treningi odbywają się na boisku na terenie lotniska w Radawcu Dużym, zimą w salach gimnastycznych szkół w Konopnicy i w Radawcu Dużym.
W sezonie 2013/14 klub bierze udział w rozgrywkach piłkarskiej ligi okręgowej w grupie Lublin.

## Ludzie związani z Konopnicą
- Tadeusz Kowalski – polski agronom, popularyzator oświaty rolniczej (zm. 1904)
- ks. Jan Kureczko – prałat pomocniczy biskupa lubelskiego, kanonik Kapituły Katedry Lubelskiej, propagator literatury w języku polskim, w latach 1892–1925 proboszcz parafii w Konopnicy (zm. 1925)
- Jan Łopata – polityk i samorządowiec, poseł na Sejm V, VI i VII kadencji z ramienia PSL. W latach 1981–1998 był prezesem zarządu Spółdzielni Usług Rolniczych w Konopnicy.